# Bečvářova vila
Bečvářova vila byla reprezentativní budova, která do roku 2007 stávala v ulici V Olšinách v Praze 10-Strašnicích. V sousedství se nachází Bečvářův dvůr. Na rozdíl od vily stojí dodnes a od roku 1964 je zapsanou kulturní památkou.

## Historie budovy
Vila, dvůr i okolní rozsáhlé polnosti se jmenovaly podle svého majitele z druhé poloviny 19. století Tomáši Bečvářovi. Jeho rodině byl tento majetek vyvlastněn v roce 1945.
Bečvářova vila po roce 1960 sloužila jako dětské jesle, pak jako sídlo záchranné služby (OÚNZ), po roce 1989 však začala chátrat. V roce 2007 byla zdevastovaná stavba demolována.

## Vlastnictví vily
Vila byla až do roku 2007 ve vlastnictví státu. Radnice v Praze 10 usilovala o získání pozemků už od roku 2000, protože zde zamýšlela rozšířit sportovní areál a areál volného času Gutovka. V roce 2004 pak tehdejší pražský primátor Pavel Bém přislíbil pozemek pod Bečvářovou vilou Pravoslavné církvi pro účely výstavby Duchovního a humanitárního střediska při chrámu svatého Mikuláše v Praze. V roce 2007 však úřad Prahy 10 přípravu projektu odmítl kvůli vlastním záměrům s tímto pozemkem.
V říjnu 2007 však Ministerstvo financí rozhodlo o vyhlášení výběrového řízení, jehož jediným kritériem byla nabídnutá cena. V soutěži vyhrála společnost MORIAN s.r.o., kterou vlastní architekt Karim Reda Rachidi. Ta zde připravuje výstavbu obytného komplexu Sakura. Projekt je kritizován jak občany, tak opozicí na radnici v Praze 10.

## Okolnosti výstavby
Podle platného územního plánu je na pozemku bývalé Bečvářovy vily možná zástavba. Od roku 2008 je však připravována změna územního plánu Z 2454/00 (součást "vlny změn 08", od podzimu 2009 "1. vlna celoměstsky významných změn"), jejímž cílem je přeřazení těchto parcel do kategorie zeleň. Jednotlivé orgány Magistrátu hl. m. Prahy žádost projednaly a zastupitelstvo schválilo zadání změny v červnu 2010. Společnost MORIAN s.r.o. však nadále pokračuje v přípravách stavby, v prosinci 2010 požádala MHMP o vydání stanoviska EIA o vlivu stavby na životní prostředí. Kladné stanovisko získala v roce 2012.